# Helena af Sandeberg
Helena Beata Maria af Sandeberg (født 1. september 1971) er en svensk skuespillerinde. Hun studerede på Södra Latin i Stockholm og Actors Studio i New York. Ved siden af sit arbejde som på scenen og i film ejer hun også produktionsselskabet Alfredo Film och teater AB.

## Privatliv
Sandeberg har en søn med den norske filminstruktør Alexander Mørk-Eidem, som hun var gift med fra 2005 til 2010. Hun har også en datter med skuespillerkollegaen Fredrik Lycke. Parret var gift fra 2013 til 2017.

## Udvalgt filmografi
- Från oss till er ... från er till oss (kortfilm, 1989)
- 9 millimeter (1997)
- Rederiet (tv-serie, 1997-1998)
- C/o Segemyhr (tv-serie, 1998-1999)
- De tre venner og Jerry (animeret tv-serie, 1999)
- Julemanden (1999)
- Heja Björn (tv-serie, 2002)
- Tur & retur (2003)
- Kim Novak badede aldrig i Genesarets sø (2005)
- Hombres (tv-serie, 2006)
- I Was a Swiss Banker (2007)
- Mars og Venus (2007)
- Iskariot (2008)
- Uskyldigt dømt (tv-serie, 2008-2009)
- Maria Wern (tv-serie, 2012)
- Blondie (2012)
- Hypnotisøren (2012)
- En pilgrims død (tv-serie, 2013)
- Den fjerde mand (tv-serie, 2014-2015)
- Alena (2015)
- Den døende detektiv (tv-serie, 2018)
- Lykkeligere kan ingen være (2018)
- Fyr og flamme (2019)
- Quicksand - størst af alt (tv-serie, 2019)
- Bryllup, begravelse og dåb (tv-serie, 2020)
- Deg (tv-serie, 2021)
- Bryllup, begravelse og dåb - filmen (2021)
- Vi i villa (tv-serie, 2022)
- Meningen med livet (tv-serie, 2022-2023)
- Maffia (tv-serie, 2025)